# Mikomeseng
Mikomeseng ou Micomeseng est une ville de Guinée équatoriale, est située au Centre-Nord de la partie continentale du pays, dans la province de Kié-Ntem, à cinq kilomètres de la frontière avec le Cameroun. Elle compte environ 5 800 habitants. Deux axes principaux relient la métropole aux autres villes du pays ; elle se trouve à 96 km d'Ebebiyín et à 61 km de Niefang.
Une léproserie est installée en périphérie et les nombreuses expérimentations menées dans la région ont contribué à la diminution de cette maladie dans la région. La ville vit de l'exploitation du café et du cacao.

## Personnalités
- Ramón Esono Ebalé (1977-), illustrateur et dessinateur de bandes dessinées, également connu sous le nom de plume Jamón y Queso, est né à Mikomeseng.